# Памятник Александру Невскому (Харьков)
Памятник Александру Невскому в Харькове (укр. Пам'ятник Олександру Невському) — памятник князю новгородскому (1236—1240, 1241—1252 и 1257—1259), великому князю киевскому (1249—1263), великому князю владимирскому (1252—1263), святому благоверному Александру Невскому, стоявший в Харькове в 2004—2022 годах.

## История сооружения
Памятник был сооружён летом 2004 года и установлен в августе 2004 года, в дни празднования 350-летия города Харькова. Месторасположение памятника — улица Академика Павловa, сквер в районе 15-й городской больницы, у храма Александра Невского. Скульптор — Сейфаддин Гурбанов.

## Композиция

Памятник Александру Невскому на фоне Храма Александра Невского в Харькове

Трёхметровая бронзовая фигура Алекандра Невского располагается на четырёхметровом постаменте, облицованном гранитом. Полководец запечатлён шагающим, в кованой кольчуге и с оружием в руках.

По словам автора памятника С. Гурбанова, Невский выглядел именно так в тот момент, когда произносил слова «кто с мечом к нам придёт, от меча и погибнет». В реальности эта фраза Александру не принадлежит и придумана писателем Петром Павленко для фильма «Александр Невский».

## Вандализм
17 мая 2015 года в 18:05 поступило сообщение в милицию о краже меча с памятника А. Невского, начато расследование данного факта.

## Снос
На фоне вторжения России на Украину, 19 мая 2022 года памятник был снесен с помощью тросов и грузового КрАЗа украинскими военными; при падении у статуи откололась голова, и частично разрушился постамент. Как заявила Мария Тахтаулова, начальница Юго-Восточного отдела Украинского института национальной памяти, памятник был снесен, поскольку Александр Невский является частью русского «героического канона» и одним из символов «силы русского оружия».